# Automobilhistorische Gesellschaft
Die Automobilhistorische Gesellschaft e. V. (AHG) ist eine Vereinigung von Fachleuten aus dem deutschsprachigen Raum, die sich mit der Geschichte des Automobils im Allgemeinen und in entsprechenden Teilbereichen befassen.

## Gesellschaft
Die AHG wurde 1997 in Berlin gegründet. Gründungsmitglieder waren Georg Amtmann, Erik Eckermann, Peter Kirchberg, Michael Graf Wolff Metternich, Hans-Otto Neubauer, Matthias Pfannmüller, Halwart Schrader und Immo Sievers. Ehrenmitglied ist unter anderem der Karosseriebauer Johannes Beeskow.
Seit 2022 besteht der Vorstand der AHG aus Ralph Mayer (erster Vorsitzender), dem Kfz-Elektromechaniker Peter Diehl (zweiter Vorsitzender) und Leif Rohwedder (seit 2021 Geschäftsführer). Laut Eigendarstellung ist die AHG wirtschaftlich wie politisch unabhängig. Viele Mitglieder sind Historiker, Publizisten, Techniker, Dozenten, Chronisten, Archivare, Museumsbetreiber, Kuratoren und Privatsammler.

## Zwecke und Ziele
Der ursprüngliche Zweck der AHG wurde im Gründungsmanifest wie folgt formuliert:
- „Der Verein bezweckt die Pflege der Automobilgeschichte, insbesondere den Zusammenschluss von Historikern, die sich auf dem Gebiet der Automobilgeschichte ausgewiesen haben. Der Verein soll den Gedankenaustausch der Mitglieder, die Forschung auf dem Gebiet der Automobilgeschichte und die Publikation von Forschungsergebnissen, insbesondere im Ausbildungsbereich, fördern.“

- „Der Verein setzt sich zum Ziel, Dokumente zur Automobilgeschichte zu sammeln und zu erhalten.“

Inzwischen wird dieses Bestreben in der Eigendarstellung wie folgt ergänzt:
- „(Seit Gründung der AHG...) hat sich der Umgang mit der Entwicklung unserer Motorisierungskultur erheblich gewandelt; vor allem dadurch, dass in der Öffentlichkeitsarbeit großer Industrieunternehmen zunehmend historische Leistungen und Errungenschaften zitiert werden. Dies geschieht nicht immer objektiv, sondern immer häufiger in Form ,markenfreundlich gefärbter Auslegungen‘.

Deshalb versteht sich die AHG heute auch als kritische, korrektive Instanz mit zwei Kernzielen:
- - in Medien und der Öffentlichkeit die wahrheitsgemäße Darstellung automobilhistorischer Zusammenhänge zu fördern[2] und
  - uns für diejenigen Modelle, Innovationen und Errungenschaften vergangener Firmen einzusetzen, die abseits von Markenkommunikation und Medienpräsenz Gefahr laufen, in Vergessenheit zu geraten. Gleiches gilt für die Menschen dahinter.
- Die Würdigung verblichener Namen und Leistungen aus der Automobilhistorie ist in zahlreichen Fachartikeln und Fachbüchern, die bislang von unseren Mitgliedern publiziert wurden, ein zentrales Thema.“

Vertreter der AHG sind auch Mitglied des Parlamentskreises Automobiles Kulturgut im Deutschen Bundestag sowie Gründungsmitglied der „Initiative Automobile Kultur“ (IAK), deren Ziel es ist, ihre Inhalte einschließlich aller geschichtlichen, handwerklichen, technischen und sozialen Randbereiche als Immaterielles Kulturerbe durch die UNESCO anerkennen zu lassen, der Verein engagiert sich auch hier entsprechend.
Angesichts der Tatsache, dass der Verein sich in den vergangenen Jahren vermehrt für die wissenschaftliche Aufarbeitung der Automobilgeschichte engagiert hat, sind er und seine Mitglieder vermehrt Ansprechpartner gleichgerichteter Vereine im Ausland geworden.

## Partnerschaften
Der Verein ist der Oldtimer-Sektion des ADAC als deutsche Repräsentanz der FIVA (Fédération Internationale des Véhicules Anciens) sowie dem Parlamentskreis Automobiles Kulturgut im Deutschen Bundestag verbunden. Zu den großen automobilhistorischen Vereinigungen Italiens (AISA; Associazione Italiana per la Storia dell’Automobile), Großbritanniens (SAHB; The Society of Automotive Historians in Britain) und der USA (SAH; The Society of Automotive Historians) bestehen enge Kontakte, ebenso zu den Klassik-Ressorts sämtlicher deutscher und vieler ausländischer Automobilhersteller sowie zu praktisch allen deutschsprachigen Fachmedien. Einige AHG-Mitglieder sind für Automobilhersteller, Museen und Veranstalter beratend tätig.
In Zusammenarbeit mit der Society of automotive historians in Britain (SAHB) wurde vom 26. bis 28. Mai 2017 in der Cité de l’Automobile in Mulhouse die 1. Pan-Europäische Konferenz der Automobilhistoriker ausgerichtet sowie die Folgeveanstaltung Ende März 2019 im Louwman Museum in Den Haag.

## Veranstaltungen
Die AHG richtet seit 1998 jährlich eine dreitägige Fachtagung aus. Diese Jahrestagungen finden jeweils im Herbst an besonderen Orten der Fahrzeug- und Technikgeschichte statt. Zum festen Programm gehören Besichtigungen automobilhistorisch relevanter Stätten sowie eine Reihe entsprechender Fachvorträge und Referate mit lokalem und thematischen Bezug. Die AHG-Jahrestagungen wurden in folgenden Städten veranstaltet:
- 1998 Berlin
- 1999 Ingolstadt
- 2000 Melle
- 2001 Berlin
- 2002 München
- 2003 Chemnitz und Klaffenbach
- 2004 Goslar
- 2005 Berlin
- 2006 Hameln
- 2007 Grimma
- 2008 Eisenach
- 2009 Hofheim am Taunus
- 2010 Köln und Bonn
- 2011 Berlin
- 2012 Hamburg
- 2013 München und Dachau
- 2014 Dresden
- 2015 Friedrichshafen
- 2016 Einbeck
- 2017 Stuttgart
- 2018 Osnabrück[5]
- 2019 Bernkastel-Kues
- 2020 (wegen Pandemie keine Veranstaltung)
- 2021 Brandenburg/Havel
- 2022 Riedering/Obb.
- 2023 Grimma
- 2024 Rüsselsheim

Seit 2015 organisiert die Automobilhistorische Gesellschaft e. V. darüber hinaus Frühlingstreffen, die sogenannten Metternich-Tage. Auch bei diesen Wochenendveranstaltungen stehen Fachvorträge der Automobil- und Technikgeschichte im Mittelpunkt. Die Metternich-Tage der AHG fanden bislang in folgenden Städten statt:
- 2015 Bad Homburg v. d. H.
- 2016 Ober-Ramstadt
- 2017 Bad Homburg v. d. H.
- 2018 Eisenach
- 2019 Zwickau
- 2020 (wegen Pandemie keine Veranstaltung)
- 2021 Bad Homburg v. d. H.
- 2022 Eisenach
- 2023 Einbeck
- 2024 Ingolstadt

## Metternich-Büste und Maybach-Büste
Ab dem Jahr 2022 zeichnet die Automobilhistorische Gesellschaft e. V. bei allen Metternich-Tagen zwei Personen oder Institutionen mit Preisen in Form speziell gefertigter Bronzebüsten aus. Diese werden wie folgt vergeben:
- die Metternich-Büste, benannt nach dem AHG-Gründungsmitglied Michael Graf Wolff Metternich (1920–2018),  für die beste aktuelle automobilhistorische Publikation im deutschsprachigen Raum
- die Maybach-Büste, benannt nach dem Automobilpionier Wilhelm Maybach (1846–1929), für ein herausragendes Verdienst oder Engagement im Sinne der Fahrzeuggeschichte

Die Preisträger werden von jeweiligen Fachjurys gewählt, zu denen auch Juroren gehören, die keine AHG-Mitglieder sind. Schöpferin der Skulpturen ist die Kunstbildhauerin Jeanette Nagel-Schmidt.
Preisträger Metternich-Büste
- 2022 Peter Kirchberg für sein literarisches Lebenswerk
- 2023 Werner Schollenberger für sein Buch über den Automobil-Werbegrafiker Bernd Reuters
- 2024 Roger Gloor für sein literarisches Lebenswerk

Preisträger Maybach-Büste
- 2022 Ulf Schulz für sein Engagement zu 100 Jahren Avus
- 2023 Karl-Heinz Rehkopf für die Erhaltung der weltweit größten Nutzfahrzeug-Sammlung
- 2024 Karsten Arndt für den Podcast Alte Schule

## Veröffentlichungen
- Tagung 2003 in Sachsen. Berlin, 2004. ISBN 978-3-9809097-3-0.
- Tagung der Automobilhistorischen Gesellschaft 1999 in Ingolstadt. Köln, 2000.
- Tagung der Automobilhistorischen Gesellschaft 2000 in Melle. Köln, 2001.
- Tagung der Automobilhistorischen Gesellschaft 2001 in Berlin. Köln, 2002.
- Tagung der Automobilhistorischen Gesellschaft 2002 in München. Köln, 2003.
- Tagung der Automobilhistorischen Gesellschaft 2004. Berlin, 2005, ISBN 978-3-9809097-2-3.
- Tagung der Automobilhistorischen Gesellschaft 2006. Berlin, 2007, ISBN 978-3-9809097-1-6.
- Automobile, Motoren und ihre Konstrukteure in Thüringen. AHG-Tagungsband, 2008.
- Deutsches Automobil- & Motorrad-Lexikon für den deutschsprachigen Raum. AHG-Tagungsband, 2010, ISBN 978-3-00-032161-0.
- Automobilhistorisches Jahrbuch I Ausgabe 2015. Monsenstein & Vannerdat, Münster 2016, ISBN 978-3-947060-06-1.
- Automobilhistorisches Jahrbuch II Ausgabe 2023. Karren Publishing, Lehna 2023, ISBN 978-3-947060-22-1.